# جيري بورتر
جيري بورتر (بالإنجليزية: Jerry Porter)‏ هو لاعب كرة قدم أمريكية أمريكي، ولد في 14 يوليو 1978 في واشنطن العاصمة في الولايات المتحدة.

## وصلات خارجية
- جيري بورتر على موقع مرجع كرة القدم المحترفة.كوم (الإنجليزية)